# Šíleně smutná Líza
Šíleně smutná Líza (v anglickém originále Springfield Splendor) je 2. díl 29. řady (celkem 620.) amerického animovaného seriálu Simpsonovi. Scénář napsali Tim Long a Miranda Thompsonová a díl režíroval Matthew Faughnan. V USA měl premiéru dne 8. října 2017 na stanici Fox Broadcasting Company a v Česku byl poprvé vysílán 15. ledna 2018 na stanici Prima Cool.
Tento díl je věnován památce Toma Pettyho, který daboval sám sebe v dílu Homerova rock'n'rollová brnkačka. Zemřel dne 2. října 2017, šest dní před vydáním tohoto dílu.

## Děj
Poté, co se Líze vrací sen o skříňkách a zámcích na Springfieldské základní škole, se Homer a Marge rozhodnou vyhledat psychologa. Vzhledem k tomu, že Homer vyčerpal všechna poradenská sezení hrazená pojišťovnou, vezmou ji na Springfieldskou vysokou školu k terapeutce v zácviku.
Tam studentka Annette poradí Líze, aby nakreslila svůj běžný den. Doma je Líza frustrovaná ze svých špatných kreseb, a tak jí Marge s kreslením jejich pocitů pomáhá. Líza si kresby vezme s sebou na vysokou školu, ale na schodech, které vedou do budovy, jí vypadnou z batohu. Manželka Komiksáka, Kumiko, je na schodech najde a rozhodne se je prodávat pod názvem Smutná dívka v obchodě, který spoluvlastní se svým manželem. Líza a Marge si Komiksákovi a Kumiko stěžují; když ale vidí, že lidé knihy kupují (a mají k nim vztah), je rázem Líza šťastná a s prodejem souhlasí. Marge a Líza posléze dostanou od Kumiko zakázku na pokračování a sblíží se.
Na conu Dvouměsíční sci-fi se koná panel Roz Chastové s Alison Bechdelovou, Marjane Satrapiovou a Lízou a Marge Simpsonovými. Publikum však vyzdvihuje Lízu, kdežto Marge jakožto ilustrátorku Smutné dívky ignorují, čímž ji zraňují. Když Marge navrhne své dceři, že by mohly do pokračování zahrnout kapitolu z pohledu matky, Líza se začne bránit a dojde mezi nimi k hádce, která vyústí v pauzu v jejich vzájemné spolupráci.
Brzy poté se seznámí s divadelním režisérem Guthriem Fernelem, který se u nich doma zastavil s návrhem vytvoření avantgardního muzikálu na motivy Smutné dívky. Ukáže se však, že Guthrieho hra se soustředí jen na Marginu práci a o Líze se příliš nezmiňuje. I když Marge je konečně nadšená, Líza je smutná a nadšení pouze předstírá. Promluví si s terapeutkou Annette, která jí příliš nepomáhá.
Na premiéře Fernelovy hry si Marge konečně všimne, že hra je příšerná, a navíc tím uráží Lízu a její pocity, a cítí se kvůli tomu špatně. Nakreslí Lízinu tvář na reflektor a posvítí jím na jeviště, čímž rozzuří Guthrieho a způsobí řetězovou reakci, která představení zničí.
Během závěrečných titulků Marge představí své dceři Maggie obrázkový příběh Dobrodružství matky Smutné dívky. Marge si stále myslí, že je příběh dobrý, malá Maggie nesouhlasí.

## Produkce
Tento díl byl původně zamýšlen jako první díl 29. řady. Místo Šíleně smutné Lízy byli jako první díl řady zařazení Serfsonovi, a tak byla tato epizoda odvysílána o týden později. 12. října zveřejnil Matt Selman na Twitteru video s vystřiženou úvodní scénou z této epizody. Ve scéně je vidět Homerův sen, ve kterém se účastní pořadu Rande snů. Na výběr má tři ženy: sympatickou letušku, která na něj před 23 lety mrkla, She-Hulk nebo sexy láhev kečupu z reklamy, která se mu líbí. Homer si vybere láhev kečupu, ale She-Hulk ji pak rozbije na kusy. Homer a She-Hulk jdou na rande a rozbitou láhev kečupu používají k namáčení jídla.

## Přijetí
Dennis Perkins z webu The A.V. Club udělil dílu hodnocení B+ a napsal: „Šíleně smutná Líza má na své cestě spoustu věcí, které oživí oči i uši znaveného diváka Simpsonových. Zápletka o tom, jak se Líza a Marge spojily, aby vyprávěly Lízin životní příběh ve stylu Mého světa (American Splendor) v podobě obrázkového příběhu, umožňuje v těch scénách, kde Marginy tužky animovaně ilustrují jejich komiksovou vizi, zaujmout vizuálním stylem. Tyto sekvence, které jsou doprovázeny melancholickou jazzovou hudbou (jako každé vyprávění o Líze), žijí vlastním životem a naznačují, jak dobře se týmu matky a dcery podařilo zachytit, co se Líze odehrává v hlavě každý zatracený den na chodbách Springfieldské základní školy. Půvabná a sugestivní kombinace vnitřního a vnějšího světa v sekvencích je působivá, aniž by byla okázalá, a není ani tak trikem, jako spíš rozšířením možností seriálu. Je skvělá.“
Tony Sokol, kritik Den of Geek, ohodnotil díl 3,5 hvězdičkami z 5 s komentářem: „Šíleně smutná Líza seriálu Simpsonovi je solidním příspěvkem do portfolia filmových a žánrových parodií, ne však zcela klasickým. Přináší témata, která byla po předchozích dílech dlouho potlačována, ale Marginy kresby do nich vnášejí hlubší jádro.“
Šíleně smutná Líza dosáhla ratingu 2,2 s podílem 8 a sledovalo ji 5,25 milionu lidí, čímž se umístila na první příčce v nejsledovanějších pořadech toho večera na stanici Fox.